# Lutjanus griseus
A caranha (Lutjanus griseus) é uma espécie de peixe nativa do Oceano Atlântico, entre o Massachusetts e Bahamas, incluindo o Caribe. Também é conhecido pelos nomes populares de carainha, caranha-de-viveiro, caranha-do-mangue, caranho, caranhola.